# Юй Хуэйюн
Юй Хуэйю́н (кит. трад. 于会泳, пиньинь Yú Huìyǒng; июнь 1925, уезд Хайян, провинция Шаньдун, Китайская Республика — 31 августа 1977, Пекин, КНР) — китайский музыкальный и государственный деятель, министр культуры КНР (1975—1977).

## Биография
Родился в восточной части уезда Хайян, которая в годы Второй мировой войны стала зоной партизанских действий и была включена в созданный коммунистами уезд Жушань. С детства проявил талант в музыке и научился играть на многих музыкальных инструментах. В годы Второй японо-китайской войны выступал в составе фронтовых артистических бригад. В 1949 г. начинает преподавать в Шанхайской музыкальной консерватории, помогая трансформировать прозападное учреждение культуры в учебную базу подготовки представителей коммунистического музыкального искусства. В этот же период вступил в ряды  Коммунистической партии Китая. В 1950 г. завершил свое образование и продолжил преподавательскую деятельность.
В том же году был переведен на работу в Научно-исследовательский институт национальной музыки, где написал много эссе о музыкальных стилях китайских провинций; создал оркестр национальных инструментов. В последующие годы он продолжал преподавать и заниматься научной работой, издав в 1959 г. всеобъемлющую монографии «Музыковедение» о китайской народной музыке. В 1962 г. он был назначен преподавателем в Шанхайской консерватории, а в следующем году — заместителем директора Национального департамента теории музыки. В 1965 г. вошел в состав комиссии по театральной реформе и работал над постановкой оперы «Хитроумное взятие Тигровой горы», одной из восьми разрешил в период Культурной революции «образцовых революционных опер».
В 1966 г., с началом Культурной революции, как и многие из сотрудников Шанхайской консерватории был уволен и направлен как представитель буржуазной интеллигенции на перевоспитание физическим трудом, подчинившись критике студентов и выступив с самокритикой. Однако вскоре его в Пекин, чтобы поставить «образцовых революционных опер», а затем он вернулся в Шанхай, где присоединился к «мятежной группировке» («rebel faction»). В 1967 г. он был назначен заместителем председателя революционного комитета Шанхайской консерватории, председателем подготовительного комитета революционного комитета Культурной революции в Шанхае, возглавил Шанхайский театр пекинской оперы. Он работал непосредственно под руководством мэра Шанхая Чжан Чуньцяо, который впоследствии был осужден как представитель «Банды четырёх».
В 1968 г. выступил с критикой президента Шанхайской консерватории Хэ Лутина. В 1969 г. участвовал в работе 9-го съезда КПК и был назначен постоянным членом комитета Шанхайского городского революционного комитета.
В 1970 г. был переведен в Пекин, где был включен с состав отдела культуры Государственного совета КНР под председательством У Дэ. Был назначен ответственным за экранизацию образцовых революционных опер . В 1973 г. на 10-м партийном съезде был избран членом ЦК КПК, а также назначен заместителем главы отдела культуры Госсовета КНР.
С 1975 по 1977 гг. — министр культуры КНР. На последнем этапе Культурной революции курировал художественное производство и отвечал за антиревизионистскую работы в Китае, например, в фильме «Росток весны» Дэн Сяопин был подвергнут критике как «левый оппортунист». В октябре 1976 г. был арестован как сторонник «Банды четырех», поскольку его имя фигурировала в ее кадровых списках, как кандидата на должность заместителя премьера Госсовета КНР.
Покончил с собой в августе 1977 г.